# Иматия (периферийная единица)
Иматия (греч. Περιφερειακή Ενότητα Ημαθίας) — одна из периферийных единиц Греции.
Является региональным органом местного самоуправления и частью административного деления. По программе Калликратиса с 2011 года входит в периферию Центральная Македония. 
Административный центр — город Верия.

## Административно-территориальное деление
Периферийная единица Иматия делится на 3 общины:
- Александрия (2)
- Верия (1)
- Науса (3)